# 고리 (조지아)
고리(조지아어: გორი)는 조지아 중부의 도시로, 인구는 46,680명(2005년)이다. 시다카르틀리 주의 주도이며 스탈린의 출생지로 알려져 있다. 1883년까지 스탈린이 살고 있던 생가는 고리의 스탈린 박물관에 전시되고 있다.
"고리"는 원래 조지아어로 언덕을 의미하고, 마을의 이름은 부근에 지금도 남는 고리사이에서 유래한다. 다비트 4세(재위1089년-1125년)에 의해서 도시가 건설되었다.

## 기후
| Gori의 기후              | Gori의 기후 | Gori의 기후 | Gori의 기후 | Gori의 기후 | Gori의 기후 | Gori의 기후 | Gori의 기후 | Gori의 기후 | Gori의 기후 | Gori의 기후 | Gori의 기후 | Gori의 기후 | Gori의 기후 |
| 월                       | 1월         | 2월         | 3월         | 4월         | 5월         | 6월         | 7월         | 8월         | 9월         | 10월        | 11월        | 12월        | 연간        |
| ------------------------ | ----------- | ----------- | ----------- | ----------- | ----------- | ----------- | ----------- | ----------- | ----------- | ----------- | ----------- | ----------- | ----------- |
| 일평균 최고 기온 °C (°F) | 3.4 (38.1)  | 5.1 (41.2)  | 9.7 (49.5)  | 16.3 (61.3) | 21.6 (70.9) | 25.0 (77.0) | 27.5 (81.5) | 27.6 (81.7) | 23.3 (73.9) | 17.6 (63.7) | 10.5 (50.9) | 5.4 (41.7)  | 16.1 (61.0) |
| 일일 평균 기온 °C (°F)   | −1.0 (30.2) | 0.4 (32.7)  | 4.6 (40.3)  | 10.2 (50.4) | 15.3 (59.5) | 18.8 (65.8) | 21.4 (70.5) | 21.4 (70.5) | 17.1 (62.8) | 11.8 (53.2) | 5.8 (42.4)  | 1.1 (34.0)  | 10.6 (51.0) |
| 일평균 최저 기온 °C (°F) | −5.4 (22.3) | −4.2 (24.4) | −0.5 (31.1) | 4.1 (39.4)  | 9.1 (48.4)  | 12.6 (54.7) | 15.4 (59.7) | 15.3 (59.5) | 11.0 (51.8) | 6.0 (42.8)  | 1.1 (34.0)  | −3.1 (26.4) | 5.1 (41.2)  |
| 평균 강수량 mm (인치)    | 36 (1.4)    | 34 (1.3)    | 36 (1.4)    | 53 (2.1)    | 76 (3.0)    | 72 (2.8)    | 54 (2.1)    | 49 (1.9)    | 44 (1.7)    | 55 (2.2)    | 52 (2.0)    | 42 (1.7)    | 603 (23.6)  |
| 출처: Climate-data.org   |             |             |             |             |             |             |             |             |             |             |             |             |             |

## 최근 상황
2008년 조지아와 러시아가 5일간의 전쟁을 치르면서 러시아군은 고리를 점령했다. 그리고 8월 13일에 러시아군은 고리에 군대를 주둔하기 시작했다. 하지만 8월 14일에 고리에 주둔했던 러시아군은 다시 철군하기 시작했다.